# Tadeusz Paczyński
Tadeusz Paczyński (ur. 16 października 1910 w Częstochowie, zm. 2 listopada 1978) – polski działacz samorządowy i państwowy, uczestnik II wojny światowej, przewodniczący prezydium Miejskiej Rady Narodowej w Czeladzi (1954–1959) i Dąbrowie Górniczej (1959–1965).

## Życiorys
Od 1928 do 1931 przebywał na emigracji we Francji, pracując w fabryce wagonów, następnie po powrocie do kraju do 1934 odbywał służbę wojskową. W kolejnych latach pracował przy inwestycjach na Wiśle i Horyniu. Walczył w kampanii wrześniowej w ramach 4 Pułku Piechoty Legionów, następnie do końca wojny przebywał w niemieckich oflagach.
W latach powojennych podjął pracę w organach Prezydium Miejskiej Rady Narodowej w Będzinie, a następnie wiceprzewodniczącym Prezydium MRN w Mysłowicach. Zajmował stanowiska przewodniczącego Prezydium Miejskiej Rady Narodowej w Czeladzi (17 listopada 1954 – 23 czerwca 1959) i Dąbrowie Górniczej (6 marca 1959 – 10 lutego 1965). W kolejnych latach kierował Zakładami Artykułów Ściernych w Sosnowcu, następnie pracował w Urzędzie Wojewódzkim w Katowicach.
Został pochowany na cmentarzu przy parafii NMP Anielskiej w Dąbrowie Górniczej.